# NGC 1389
NGC 1389 è una galassia lenticolare (o ellittica) situata nella costellazione dell'Eridano, a una distanza di circa 40 milioni di anni luce dalla nostra Via Lattea.

## Scoperta
La galassia è stata scoperta il 19 gennaio 1865 dall'astronomo tedesco Julius Schmidt.

## Descrizione
NGC 1389 è indicata dubitativamente come galassia lenticolare o galassia ellittica nella classificazione morfologica di vari siti astronomici.

## Gruppo di NGC 1386
NGC 1389 fa parte del Gruppo di NGC 1386, a sua volta incluso nel più vasto Ammasso della Fornace, e che comprende almeno 7 galassie, tra cui NGC 1375, NGC 1386, NGC 1389, NGC 1396, NGC 1326B, ESO 358-59, ESO 358-60 e PGC 13449.
La designazione FCC 193 indica che NGC 1389 viene considerata come membro dell'Ammasso della Fornace nel catalogo di Henry Ferguson.